# 前田和之 (野球)
前田 和之（まえだ かずゆき、1975年8月30日 - ）は、愛知県名古屋市出身の元プロ野球選手（投手）。右投右打。

## 経歴
大同高から社会人野球の日本通運名古屋を経て、1997年度プロ野球ドラフト会議にてオリックス・ブルーウェーブから2巡目指名を受け、入団。背番号は長谷川滋利の大リーグ移籍以来空いていた17番を着けた。また登録名を「カズ」として、同期入団の「ヒロ」（前田浩継）・「キヨ」（杉本潔彦）らと共に話題になった。
2000年シーズンオフに戸叶尚、進藤達哉、新井潔との交換トレードで杉本友、小川博文とともに横浜ベイスターズへ移籍。登録名も本名へ戻した。
2002年シーズンオフにはデニー友利との交換トレードで西武ライオンズへ移籍。
2004年シーズン限りで戦力外通告を受け、自由契約となった。
その後、現役続行を目指し、台湾のLaNewの入団テストを受けたが移籍は実現せず現役を引退。
その後、名南工業高野球部にてコーチを務めた。碧南工業高野球部にて顧問を務めていた。現在は半田工科高校に勤務している。

## 詳細情報

### 年度別投手成績
| 年 度     | 球 団      | 登 板 | 先 発 | 完 投 | 完 封 | 無 四 球 | 勝 利 | 敗 戦 | セ 丨 ブ | ホ 丨 ル ド | 勝 率 | 打 者 | 投 球 回 | 被 安 打 | 被 本 塁 打 | 与 四 球 | 敬 遠 | 与 死 球 | 奪 三 振 | 暴 投 | ボ 丨 ク | 失 点 | 自 責 点 | 防 御 率 | W H I P |
| --------- | ---------- | ----- | ----- | ----- | ----- | -------- | ----- | ----- | -------- | ----------- | ----- | ----- | -------- | -------- | ----------- | -------- | ----- | -------- | -------- | ----- | -------- | ----- | -------- | -------- | ------- |
| 1998      | オリックス | 20    | 0     | 0     | 0     | 0        | 3     | 1     | 1        | --          | .750  | 141   | 30.0     | 31       | 2           | 20       | 0     | 2        | 20       | 0     | 1        | 16    | 14       | 4.20     | 1.70    |
| 2001      | 横浜       | 2     | 0     | 0     | 0     | 0        | 0     | 0     | 0        | --          | ----  | 13    | 2.0      | 3        | 1           | 4        | 0     | 0        | 1        | 0     | 0        | 3     | 3        | 13.50    | 3.50    |
| 2002      | 横浜       | 6     | 0     | 0     | 0     | 0        | 0     | 3     | 0        | --          | .000  | 30    | 5.2      | 9        | 2           | 3        | 0     | 2        | 3        | 0     | 0        | 9     | 7        | 11.12    | 2.12    |
| 2003      | 西武       | 17    | 0     | 0     | 0     | 0        | 0     | 1     | 0        | --          | .000  | 92    | 19.2     | 22       | 1           | 12       | 0     | 0        | 11       | 1     | 0        | 12    | 11       | 5.03     | 1.73    |
| 2004      | 西武       | 7     | 0     | 0     | 0     | 0        | 0     | 0     | 1        | --          | ----  | 54    | 11.0     | 16       | 0           | 5        | 0     | 1        | 6        | 2     | 0        | 13    | 11       | 9.00     | 1.91    |
| 通算：5年 | 通算：5年  | 52    | 0     | 0     | 0     | 0        | 3     | 5     | 2        | --          | .375  | 330   | 68.1     | 81       | 6           | 44       | 0     | 5        | 41       | 3     | 1        | 53    | 46       | 6.06     | 1.83    |

### 記録
- 初登板：1998年6月30日、対福岡ダイエーホークス14回戦（福岡ドーム）、7回裏1死に4番手で救援登板、2/3回1失点
- 初奪三振：1998年7月5日、対近鉄バファローズ13回戦（グリーンスタジアム神戸）、7回表に吉岡雄二から
- 初勝利：1998年8月2日、対近鉄バファローズ16回戦（大阪ドーム）、5回裏2死に2番手で救援登板、2回1/3無失点
- 初セーブ：1998年8月8日、対福岡ダイエーホークス20回戦（グリーンスタジアム神戸）、9回表に4番手で救援登板・完了、1回無失点

### 背番号
- 17 （1998年 - 2000年）
- 41 （2001年 - 2002年）
- 36 （2003年 - 2004年）

### 登録名
- カズ （1998年 - 2000年）
- 前田 和之 （まえだ かずゆき、2001年 - 2004年）